# Малиновка Телешовська
Малиновка Телешовська (біл. Малінаўка Целяшоўская) — селище в Тереницькій сільській раді Гомельського району Гомельської області Республіки Білорусь.

## Географія

### Розташування
На півдні межує із лісом. За 12 км від залізничної станції Якимівка (на лінії Калинковичі — Гомель), 25 км на захід від Гомеля.

## Гідрографія
На річці Уза (притока річки Сож); на півночі меліоративні канали.

## Транспортна мережа
Поруч автошлях Жлобин — Гомель. Планування складається з прямолінійної вулиці, яка орієнтована з південного сходу на північний захід. Забудова двостороння, дерев'яна, садибного типу.

## Історія
Заснований на початку XX століття переселенцями із сусідніх сіл. 1926 року в Уваровицькому районі Гомельського округу. 1931 року жителі вступили до колгоспу. Під час німецько-радянської війни 19 мешканців загинули на фронті. У 1959 році у складі колгоспу «Червона площа» (центр села Телеши).
До 16 грудня 2009 року село Малинівка у складі Телешовської сільради.

## Населення

### Чисельність
- 2009 — 16 мешканців.